# Kurbel

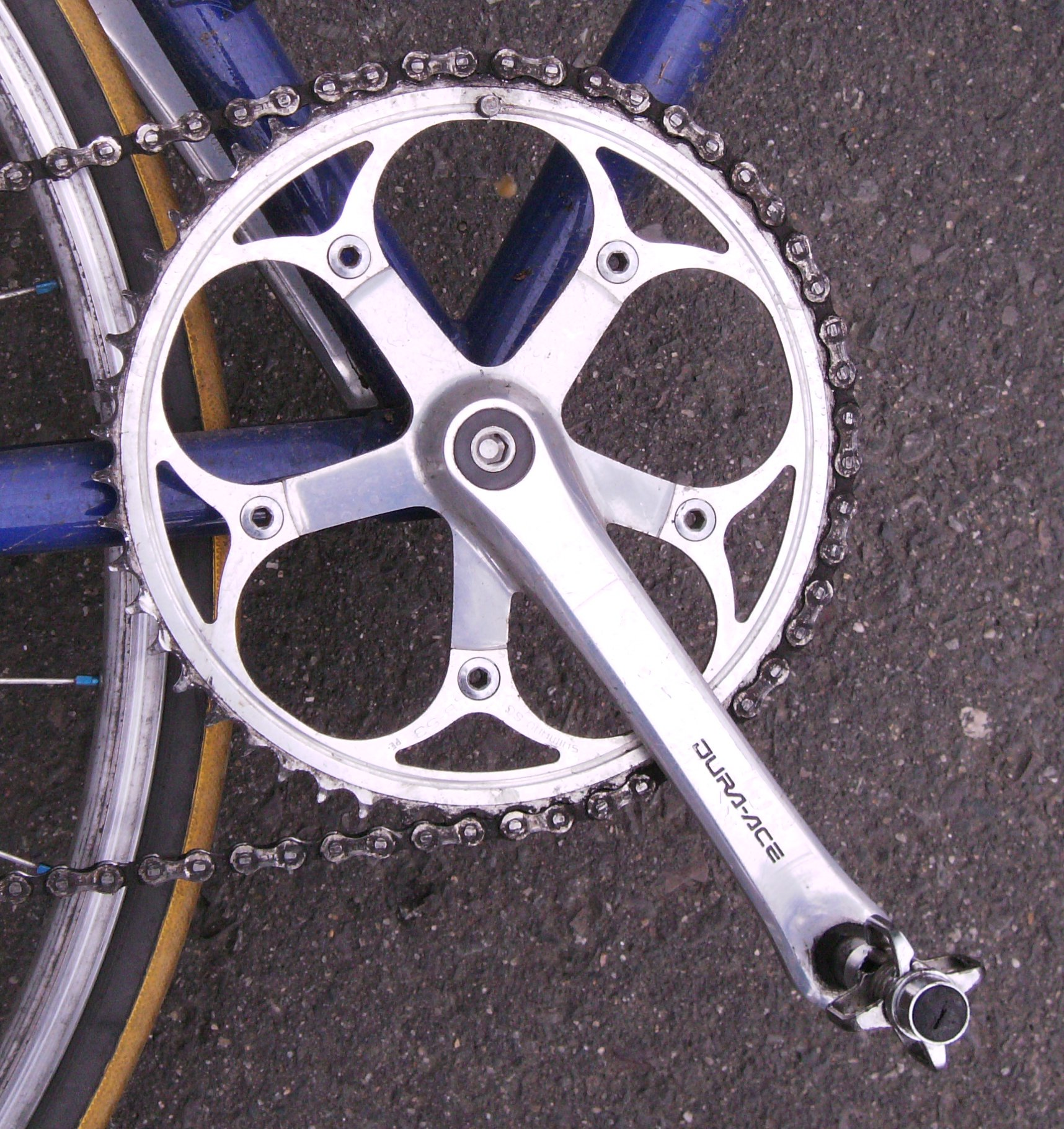
Tretkurbel und Kettenrad eines Fahrrads

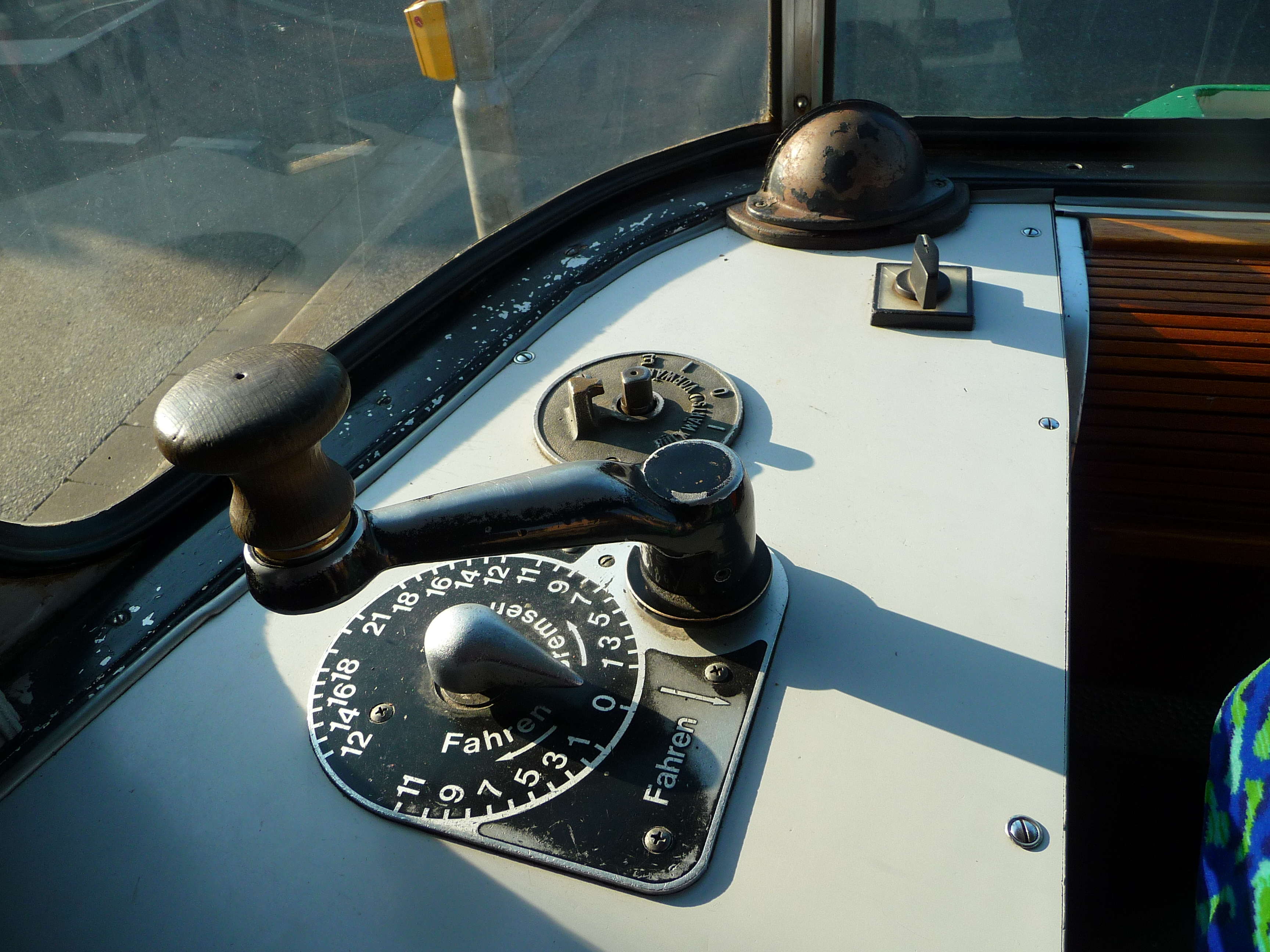
Handkurbel als Bedienelement des Fahrschalters einer älteren Straßenbahn

Koppelgetriebe: Kurbelschwinge
Eine drehende Kurbel treibt über je eine Koppelstange zwei hin- und herdrehende ("schwingende") Scheibenwischer an.

Eine Kurbel ist ein stabförmiges, an einem Ende in einem Maschinengestell drehbares Maschinenelement. Am freien äußeren Ende befindet sich  ein rechtwinklig auf dem Stab befestigter Handgriff (Handkurbel) oder ein Pedal (Tretkurbel) oder eine gelenkige Verbindung zu einem meistens ebenfalls stabförmigen Glied, zur Koppel eines Koppelgetriebes. Der Handgriff kann um seine Symmetrieachse drehbar gelagert sein, damit keine Relativbewegung zwischen ihm und der Hand stattfindet.  Pedale  drehen meistens um ihre Symmetrieachse (siehe Fahrradpedal).

## Antrieb der Kurbel

### Krafteinleitung am freien äußeren Ende
Am äußeren Ende  kann eine Kraft eingeleitet werden, die am anderen Ende als Drehmoment auf eine mit der Kurbel drehbare Welle zum Antrieb eines Gerätes oder einer Maschine dient. Mit einer Handkurbel werden zum Beispiel kleine Küchengeräte (Handrührgerät) oder Bürogeräte (Bleistiftspitzer) angetrieben.
Tretkurbeln kommen außer bei Fahrrädern auch bei  anderen mit Muskelkraft angetriebenen Arbeitsgeräten wie Nähmaschinen oder Spinnrädern vor. Bei Letzteren wird aber die Kurbel selbst nicht direkt, sondern über eine Koppelstange von einer rhythmisch getretenen Fußwippe (Schwinge, siehe Kurbelschwinge) angetrieben. Solche Kurbeln wirken auf ein Schwungrad, das über einen Riemen das Arbeitsgerät antreibt.
Kurbeln, die als Bedienelement dienen, werden neben  Handkurbel auch als  Leier bezeichnet,  wobei nicht die eingeleitete Kraft, sondern Drehsinn und Ausmaß der Drehung von Bedeutung sind.
Saitenkurbeln helfen beim Aufziehen der Saiten an bestimmten Musikinstrumenten.

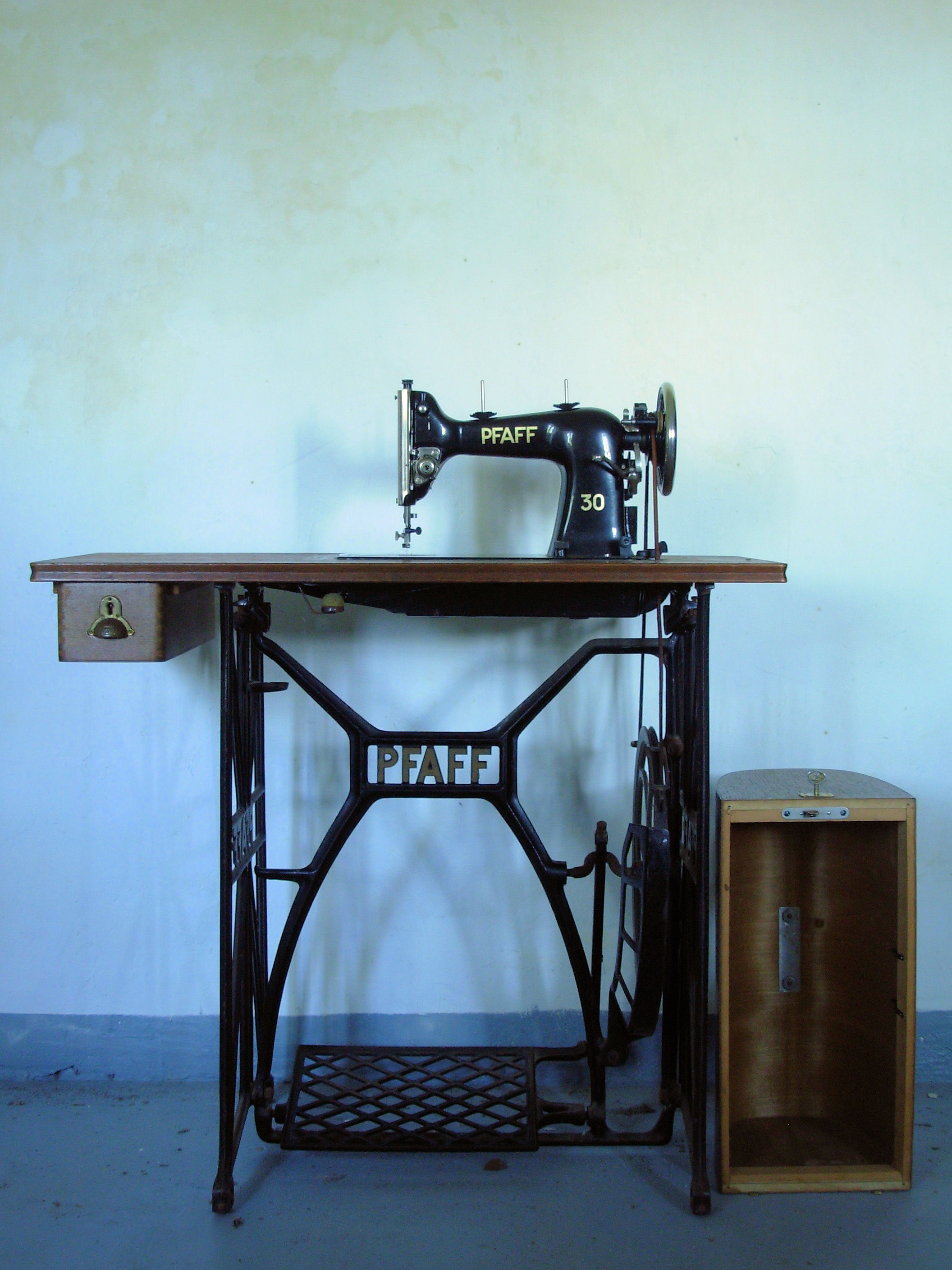
Pedal-Nähmaschine. Fußwippe als Antrieb, Kurbelwelle als Abtrieb (aufgesetztes Schwung- und Riemenrad für Antrieb der Nähmaschine)

### Drehmomenteinleitung am im Gestell gelagerten Ende
Wenn am inneren Ende der Kurbel (vom Gestell her) Drehung und  Drehmoment eingeleitet und damit ein am äußeren Ende gelenkig angeschlossenes anderes Element angetrieben wird, ist der Energie-Fluss durch die Kurbel in umgekehrter Richtung zu dem in der "Urkurbel" (Handkurbel).
Bei Koppelgetrieben ist die Kurbel das die anderen Teile des Getriebes antreibende, meistens umlaufende ("Kurbelumdrehung") Getriebeglied.
Kurbeln, die keine vollständige Umdrehung um ihr gestellfestes Gelenk ausführen, sondern lediglich hin und her schwenken, werden in manchen Zusammenhängen auch als Schwinge oder Kurbellenker oder nur Lenker bezeichnet. Beispiel für nicht umlaufende Kurbeln ist die Kurbellenkerachse, eine    Radaufhängung im Fahrzeugbau.  Da es sich um ein Parallelkurbel-Getriebe  handelt, gibt es in dieser Anwendung  zwei nicht umlaufende "Kurbellenker".
Die Kurbelwelle (Kurbel) von Dampf- oder Verbrennungskraftmaschinen wird von einem Kolben (Schubglied) über ein  Pleuel (Schubstange) angetrieben. Kolben, (evtl. extra Kreuzkopf,) Pleuel und Kurbelwelle bilden zusammen einen Kurbeltrieb.

## Geschichte

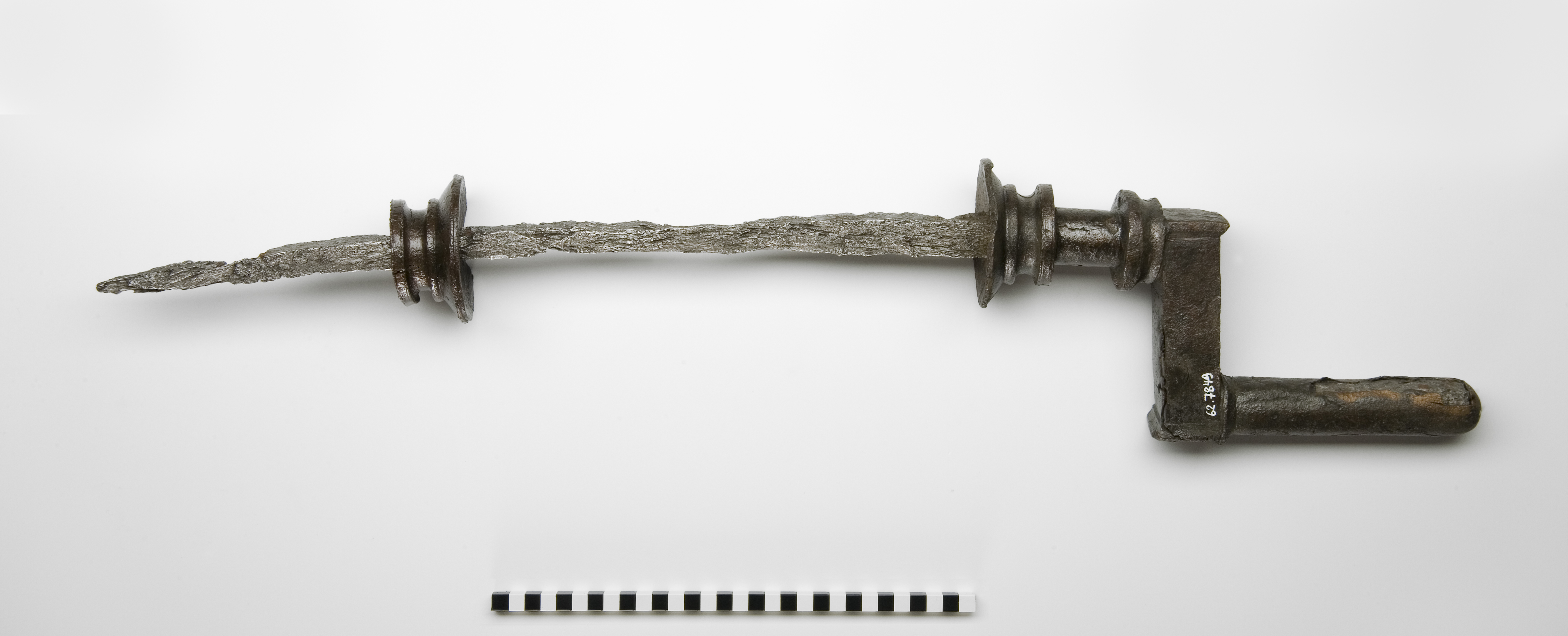
Römische Handkurbel (Teil rechts) aus Augusta Raurica (um 250 n. Chr.)

Reste einer römischen Kurbelmühle aus dem späten 2. Jahrhundert n. Chr. wurden im bayerischen Aschheim ausgegraben; mithilfe der ca. 40 cm langen Eisenkurbel wurde über ein Zahnräderwerk der Mühlstein manuell angetrieben. Eine weitere römische Kurbel wurde in Augusta Raurica (Schweiz) gefunden. Das insgesamt 82,5 cm lange Eisenstück besitzt einen 15 cm langen Handgriff und ist spätestens um 250 n. Chr. in den Boden gelangt. Seine genaue Funktion ist noch unbekannt.
Die auf dem Sarkophag des Marcus Aurelius Ammianos dargestellte wassergetriebene Sägemühle im römerzeitlichen Hierapolis enthält einen Kurbeltrieb, der von einem Wasserrad angetrieben die Gatter einer Steinsäge vor und zurück fahren lässt.

„Durch die Entschlüsselung eines Reliefs aus Hierapolis in Phrygien (2. Hälfte 3. Jh. n. Chr.) wird nun deutlich, mit welch technischer Raffinesse die Antike sich dieses Problems angenommen hat: Die Kraftübertragung von einem Wasserrad über Zahnräder, Kurbelwelle und Schubstangen auf eine Doppel-Steinsäge ist in dem Relief fein herausgearbeitet. Es könnte sich dabei um die erste bildliche Darstellung eines Getriebeantriebs in der Geschichte der Technik handeln.“

Auch zwei weitere spätantike Sägemühlen in Ephesos und Gerasa sind bekannt, bei denen die Drehbewegung des Wasserrads auf gleiche Weise durch einen Kurbeltrieb in eine lineare Bewegung umgesetzt wurde.
Der Antrieb von Maschinen und Geräten von Hand oder mit dem Fuß ging erst in der Zeit der industriellen Revolution zurück, als kleinere und von den natürlichen Bedingungen unabhängige Kraftmaschinen wie Wasser- und Windräder zur Verfügung standen. In Fabriken konnten jetzt Dampfmaschinen, Verbrennungsmotoren und Elektromotoren benutzt werden. Für den individuellen Gebrauch dienen seitdem Elektromotoren  und Verbrennungsmotoren für Fahrzeuge. Für Letztere war lange Zeit nur noch die Handkurbel zum Anlassen erforderlich. Nostalgische Geräte wie die Drehorgel werden heute noch mit einer Handkurbel bedient.